# Thạch Mão
Thạch Mão (石峁, Shimao) là một di chỉ khảo cổ thuộc thời kỳ đồ đá mới ở Thần Mộc, Thiểm Tây, Trung Quốc.
Di chỉ Thạch Mão hiện nay nằm ở vùng cao nguyên Hoàng Thổ, ở rìa phía Nam của sa mạc Ordos. Di chỉ có niên đại vào khoảng 2000 năm trước Công nguyên, vào cuối thời đại của văn hoá Long Sơn, và cũng là khu vực có tường thành bao với quy mô lớn nhất Trung Quốc vào thời đại đó (400 ha). Khu tường thành của Thạch Mão từng được xem chỉ là một phần của Vạn lý trường thành, tuy nhiên về sau người ta tìm ra các mảnh ngọc thạch tại khu vực này và bắt đầu tiến hành khảo cứu sâu hơn 
Việc phát hiện di chỉ Thạch Mão được cho là thay đổi hoàn toàn quan điểm về lịch sử khu vực này, vốn được cho chỉ là vùng biên rìa nơi sinh sống của các tộc người có trình độ kinh tế xã hội còn thấp. Tuy nhiên phát hiện tại Thạch Mão cho thấy đây là một đô thị quan trọng và quy mô lớn của một nền văn minh cổ phát triển hoàn chỉnh.
Khu dân cư cổ tại Thạch Mão được bảo vệ bằng hai lớp tường đá chứ không phải tường đất nện như thường thấy ở các di chỉ Long Sơn tại Trung Nguyên và Sơn Đông. Tường đá dầy trung bình 2,5 mét và chu vi khoảng 4200 mét (tường trong) và 5700 mét (tường ngoài), bố trí các tháp canh, lỗ châu mai và cổng thành. Cấu trúc có niên đại cổ nhất, được gọi là "cung điện trung tâm", là một kiến trúc dạng kim tự tháp bậc thang xây trên một ngọn đồi đất vàng, cao 70 mét,, được ốp đá để gia cố. Trên đỉnh của cấu trúc là các cung điện xây bằng đất nện. Khu nội đô bao gồm một khu tường đá được cho là phức hợp cung điện, cùng với các khu nhà ở mật độ cao, nghĩa trang, và các xưởng thủ công. Di chỉ cũng bao gồm các chi tiết ít gặp như các mảnh ngọc thạch khảm trên tường thành, có lẽ có chức năng tâm linh tôn giáo, các phù điêu chạm khắc quái thú và rắn, và các hình vẽ trên bức tường trong. Người ta khai quật được 80 sọ người chôn ở cổng thành, chủ yếu là sọ các bé gái, có thể là nạn nhân của các lễ hiến tế.
Các tiến bộ kỹ thuật như chế tác đồng điếu, canh tác lúa mì, đại mạch, chăn nuôi cừu, dê và các gia súc khác xuất hiện sớm hơn ở Thạch Mão so với các vùng khác ở Trung Quốc, cho thấy cư dân tại đây có liên hệ với các tộc người du mục tại lục địa Á - Âu thông qua các mạng lưới buôn bán quy mô lớn. Các di vật vốn được cho là xuất hiện ở vùng Nam Trung Quốc như trống bằng da cá sấu cũng được tìm thấy, cho thấy sự tồn tại quan hệ buôn bán xuyên Bắc - Nam Trung Quốc. Di vật xương mỏng và cong ở Thạch mão được cho là di vật có niên đại sớm nhất của một loại đàn môi phổ biến ở hơn 100 sắc tộc hiện nay, có thể nhạc cụ này có nguồn gốc Trung Quốc.
Nguyên nhân khu dân cư Thạch Mão bị bỏ hoang được cho là khí hậu trong cao nguyên Hoàng Thổ đột ngột lạnh và khô đi trong giai đoạn 2000 - 1700 TCN, khiến cho cư dân rời bỏ vùng này và thiên di xuống Trung Nguyên.